# Fort Apache, Arizona
Fort Apache je naseljeno područje za statističke svrhe u američkoj saveznoj državi Arizona. Prema popisu stanovništva iz 2010. u njemu je živjelo 143 stanovnika.